# Zrinka Ljutić
Zrinka Ljutić (ur. 26 stycznia 2004 w Zagrzebiu) – chorwacka narciarka alpejska, dwukrotna medalistka mistrzostw świata juniorów.

## Kariera
Po raz pierwszy na arenie międzynarodowej pojawiła się 9 listopada 2020 roku w Sulden, gdzie w zawodach FIS zajęła 21. miejsce w gigancie. W 2021 roku wzięła udział w mistrzostwach świata juniorów w Bansku. Wystartowała tam w slalomie i gigancie, jednak obu konkurencji nie ukończyła. Na rozgrywanych rok później mistrzostwach świata juniorów w Panoramie wywalczyła złoty medal w slalomie i brązowy w gigancie.
W Pucharze Świata zadebiutowała 29 grudnia 2020 roku w Semmering, gdzie nie zakwalifikowała się do pierwszego przejazdu w slalomie. Pierwsze punkty zdobyła 9 stycznia 2022 roku w Kranjskiej Gorze, zajmując w tej samej konkurencji 26. miejsce. Pierwsze podium w karierze wywalczyła 29 stycznia 2023 roku w Szpindlerowym Młynie, zajmując trzecie miejsce w slalomie. Wyprzedziły ją jedynie Niemka Lena Dürr i Mikaela Shiffrin z USA.
Podczas igrzysk olimpijskich w Pekinie w 2022 roku zajęła 25. miejsce w slalomie oraz 28. miejsce w gigancie.

## Osiągnięcia

### Igrzyska olimpijskie
| Miejsce | Dzień    | Rok  | Miejscowość | Konkurencja | Czas biegu | Strata | Zwyciężczyni |
| ------- | -------- | ---- | ----------- | ----------- | ---------- | ------ | ------------ |
| 28.     | 7 lutego | 2022 | Pekin       | Gigant      | 1:55,69    | +8,08  | Sara Hector  |
| 25.     | 9 lutego | 2022 | Pekin       | Slalom      | 1:44,98    | +3,93  | Petra Vlhová |

### Mistrzostwa świata
| Miejsce | Dzień     | Rok  | Miejscowość        | Konkurencja | Czas biegu | Strata | Zwyciężczyni        |
| ------- | --------- | ---- | ------------------ | ----------- | ---------- | ------ | ------------------- |
| 17.     | 17 lutego | 2023 | Courchevel/Méribel | Gigant      | 2:07,13    | +2,27  | Mikaela Shiffrin    |
| DNF2    | 18 lutego | 2023 | Courchevel/Méribel | Slalom      | 1:43,15    | -      | Laurence St-Germain |
| 8.      | 13 lutego | 2025 | Saalbach           | Gigant      | 2:22,71    | +3,54  | Federica Brignone   |
| 9.      | 15 lutego | 2025 | Saalbach           | Slalom      | 1:58,00    | +2,73  | Camille Rast        |

### Mistrzostwa świata juniorów
| Miejsce | Dzień       | Rok  | Miejscowość | Konkurencja | Czas biegu | Strata | Zwyciężczyni          |
| ------- | ----------- | ---- | ----------- | ----------- | ---------- | ------ | --------------------- |
| DNF2    | 9 marca     | 2021 | Bansko      | Gigant      | 1:46,54    | –      | Hanna Aronsson Elfman |
| DNF2    | 10 marca    | 2021 | Bansko      | Slalom      | 1:40,24    | –      | Sophie Mathiou        |
| 25.     | 5 marca     | 2022 | Panorama    | Supergigant | 1:08,34    | +2,13  | Magdalena Egger       |
| 5.      | 6 marca     | 2022 | Panorama    | Kombinacja  | 2:03,73    | +0,81  | Marie Lamure          |
| 1.      | 8 marca     | 2022 | Panorama    | Slalom      | 1:39,88    | –      | –                     |
| 3.      | 9 marca     | 2022 | Panorama    | Gigant      | 2:31,02    | +1,01  | Magdalena Egger       |
| DNF2    | 21 stycznia | 2023 | Sankt Anton | Gigant      | 2:06,02    | -      | Hanna Aronsson Elfman |

### Puchar Świata

#### Miejsca w klasyfikacji generalnej
- sezon 2020/2021: -
- sezon 2021/2022: 81.
- sezon 2022/2023: 41.
- sezon 2023/2024: 13.
- sezon 2024/2025: 4.

#### Miejsca na podium w zawodach
1. Szpindlerowy Młyn – 29 stycznia 2023 (slalom) – 3. miejsce
2. Jasná – 21 stycznia 2024 (slalom) – 2. miejsce
3. Soldeu – 11 lutego 2024 (slalom) – 2. miejsce
4. Åre – 10 marca 2024 (slalom) – 2. miejsce
5. Killington − 30 listopada 2024 (gigant) – 2. miejsce
6. Semmering – 29 grudnia 2024 (slalom) – 1. miejsce
7. Kranjska Gora – 5 stycznia 2025 (slalom) – 1. miejsce
8. Courchevel – 30 stycznia 2025 (slalom) – 1. miejsce
9. Sestriere – 23 lutego 2025 (slalom) – 2. miejsce

## Odznaczenia
- Order Chorwackiej Jutrzenki w kat. sport (2025)[1]